# Altenstadt (Iller)

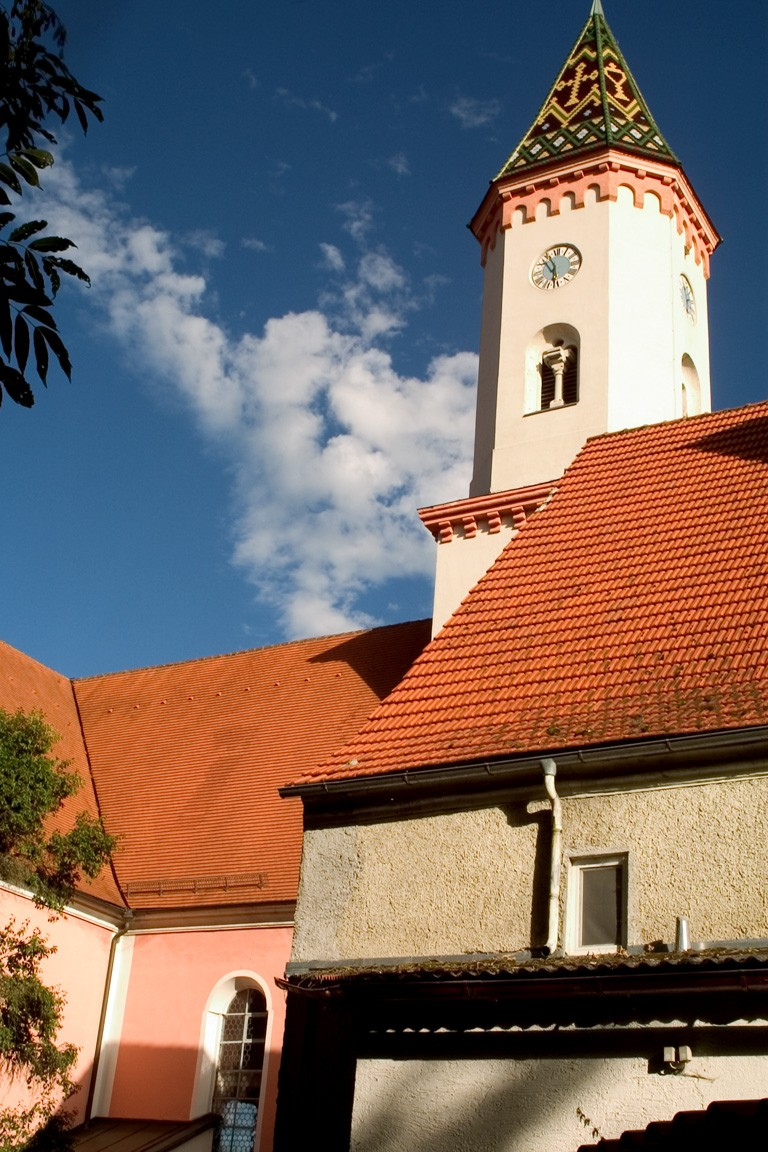
Altenstadt (Iller)

Altenstadt este o comună-târg din districtul  Neu-Ulm, regiunea administrativă Schwaben, landul Bavaria, Germania.